# Gyula Dávid (istoric literar)
Gyula Dávid (n. 13 august 1928, Araci, Covasna, România) este un istoric literar, jurnalist și traducător maghiar din Transilvania.

## Biografie
S-a născut la 13 august 1928 în satul Araci, fiind fiul lui Gyula Dávid și Ida Imre. A urmat studii medii la Odorheiu Secuiesc și apoi la Facultatea de Litere a Universității Bolyai din Cluj (1947–1951).
A lucrat ca redacția din Cluj a Editurii de Stat pentru Literatură și Artă (ESPLA) în anii 1951–1953, apoi ca preparator (1953–1956) și asistent (1956–1957) la Universitatea Bolyai. A fost arestat după Revoluția din Ungaria din 1956 și deținut politic în perioada 1957–1964. După eliberare a lucrat ca instalator la Cluj (1964–1965) și liber profesionist (1965–1969). A fost reabilitat în 1969 și apoi angajat ca redactor și apoi ca director al Editurii Kriterion din Cluj (1970–1992). A obținut ulterior titlul de doctor în științe filologice (1974). 
Începând din 1980 a fost membru al comisiei ce a elaborat Lexiconul maghiar din România, apoi redactor-șef din 1994. În 1990 a devenit membru al Clubului Român de Presă. A fost președinte al Asociației Culturale Maghiare din Transilvania între 1991-1999 și apoi președinte de onoare din 1999. A colaborat între 1991-1995 la revista Erdélyi Múzeum. Începând din 1992 a fost director al Editurii Polis din Cluj-Napoca. Este membru al Uniunii Scriitorilor din România, Filiala Cluj.
Primul său articol a apărut în 1949 în Utunk, iar mai târziu a publicat în Korunk, Utunk, Igaz Szó și A Hét. Domeniul său de cercetare este istoria literaturii maghiare din secolul al XIX-lea, relațiile literare româno-maghiare, proza maghiară din România în perioada interbelică și, în ultima vreme, istoria literaturii maghiare din România.

## Viață personală
S-a căsătorit în 1951 cu Katalin Árva și au împreună doi copii: Katalin (1952) și Gyula (1957).

## Scrieri
- Jókai. Emberek, tájak, élmények Jókai erdélyi tárgyú műveiben (Jókai. Teme, figuri, peisaje în opera sa, micromonografie, 1971)
- Petőfi Erdélyben (Petőfi în Transilvania, studii, în colaborare cu Imre Mikó, 1972, 1998)
- Tolnai Lajos Marosvásárhelyen (1868–1884) (Tolnai Lajos la Tg. Mureș, monografie, 1974)
- Találkozások. Tanulmányok a román–magyar irodalmi kapcsolatok múltjából (Întîlniri. Studii de istorie a relațiilor literare româno-maghiare, studii , 1976)
- A romániai magyar irodalom története (Istoria literaturii maghiare din România, manual, 1978) - coautor
- Magyar irodalom (manual, 1979)
- Erdélyi irodalom – világirodalom (Literatură transilvană – literatură universală, studii, articole, note, 2000)
- Írók, művek, műhelyek Erdélyben (Scriitori, opere, ateliere în Ardeal, studii, eseuri, 2003)
- Kossuth Lajos és Erdély. Tanulmányok (Kossuth Lajos și Transilvania. Studii, 2004) - coautori: Ákos Egyed și József Kötő

## Traduceri
- Traian Șelmaru: Híradás az új Kínáról  (Reportaj din China nouă, București, 1955) - împreună cu György Fáskerthy
- Barbu Ștefănescu-Delavrancea: Novellák és elbeszélések (Nuvele și povestiri, 1956) - împreună cu Géza Nagy
- Ștefan Bănulescu: Férfipróbák telén (Iarna bărbaților. Nuvele, 1968)
- Alexandru Șahighian: Az aranysisak (Coiful de aur, 1968)
- Adrian Marino: Bevezetés az irodalomkritikába (Introducere în critica literară, 1979) - împreună cu Lajos Kántor
- Ioan Slavici: A világ, amelyben éltem (Lumea prin care am trecut. Amintiri, 1980)
- Romulus Cioflec: Örvényben (În vâltoare, 1983)
- Titu Maiorescu: Bírálatok, vitacikkek, tanulmányok (Studii și articole polemice, 1985)

## Activitate editorială
- A kuruckor költészete (întocmit de Zádor Tordai, 1956)
- Szeptemberi emlék. Magyar írók a régi iskoláról (compilare, introducere, note, 1957)
- Jókai Mór: Az arany ember (Omul de aur) (prefață, apendice, 1967)
- Irodalomkritikai antológia (selecție, note, vol. 1–3, 1968–1969, vol. 4, 1972)
- Ioan Slavici: Jószerencse malma (Moara cu noroc) (postfață, 1970)
- Daday Loránd: A lápon át (editare, prefață, 1970)
- Jókai Mór: Fekete gyémántok (Diamantele negre) (introducere, apendice, 1972, 1987)
- Jókai Mór: Szegény gazdagok (Sărmanii bogați) (prefață, note, 1973)
- Jókai Mór: Sárga rózsa (Trandafirul galben) (prefață, note, 1974)
- Mikszáth Kálmán: Beszterce ostroma (prefață, note, 1974)
- Jókai Mór: A kiskirályok (prefață, note, 1979)
- St. Sarkany: Az irodalomelmélet mint társadalomtudomány (postfață, 1979)
- Jókai Mór: A tengerszem tündére (selecție, note, prefață, 1979)
- Kemény Zsigmond: A rajongók (postfață, 1980)
- Tamási Áron: Zeng a magosság (selecție de nuvele, postfață, 1980)
- Jókai Mór: Egy magyar nábob (Un nabab maghiar) (postfață, apendice, 1980)
- Tamási Áron: Tiszta beszéd. Publicisztika 1923–1940 (note, 1981)
- Jókai Mór: Kárpáthy Zoltán (introducere, apendice, 1981)
- Jókai Mór: Rab Ráby (prefață, anexe, 1983)
- Tolnai Lajos: A polgármester úr (postfață, note, 1986)
- Jókai Mór: Bálványosvár (prefață, anexe, 1992)
- Bajor Andor: Betűvetők becsülete (1996)
- Egy kisebbségi kisebbségei (editat de Zoltán Veress, 1997)

## Premii
- Premiul Tamási Áron (Budapesta, 1991)
- Premiul Kemény Zsigmond (Budapesta, 1999)
- Premiul de critică al Uniunii Scriitorilor (2000)
- Premiul Wlasits (Ministerul Culturii Ungare, 2002)
- Premiul Arany János (2006)
- Crucea Ordinului de Merit Maghiar (2013)